# KBasic
KBasic — RAD-среда для программирования на диалекте Basic’а, близкого к VB.NET, Visual Basic, Visual Basic for Applications и Java, синтаксически полностью совместимый с VB6, VBA и QBasic.
Библиотека виджетов KBasic является надстройкой над Qt.
Распространяется в виде исходных кодов open-source версии и профессиональной версии, бесплатной для Linux и распространяемой на условиях shareware для Windows и Mac OS X (в незарегестрированной версии не работает компилятор, необходимый для создания автономных запускаемых файлов).
Компилятор и интерпретатор языка имеет три режима работы: KBasic (собственный, частично совместим с VB.NET), но отличен от него программным вводом, Old Basic (совместим с VB6) и Very Old Basic (совместим с QBasic). Интегрированная среда разработки похоже на Microsoft Visual Studio .NET и включает встроенный отладчик. KBasic поддержку разработку приложений, включающих встроенную СУБД (SQLite) или использующих MySQL или PostgreSQL. Имеются мастера для создания форм и отчетов.
К недостаткам КBasic относится неполная совместимость с диалектами бейсика от Microsoft, не очень удобное IDE и низкое быстродействие.
15 августа 2012 года новая версия продукта вышла под именем Basic For Qt® v. 1.0. Она работает с Qt версии 4.8, на сайте доступны исходные коды компилятора, интерпретатора и среды выполнения на C++ и IDE, написанные на самом бейсике.